# Francesc Grau Pla
Francesc Grau Pla (La Garriga, Barcelona, 23 de diciembre de 1935-Sevilla, 20 de enero de 2020) fue un futbolista español que se desempeñaba como defensa.

## Clubes
| Club                 | País   | Año       |
| -------------------- | ------ | --------- |
| R. C. D. Español     | España | 1956-1957 |
| C. E. Sabadell F. C. | España | 1957-1959 |
| Real Betis Balompié  | España | 1959-1969 |